# El Grau del Racó
El Grau del Racó és una masia del terme municipal de Balenyà, a la comarca catalana d'Osona. És troba al sud del Roc Gros o Roc de la Guàrdia (Balenyà), just a sota del Grau del Racó, que hi puja, al nord-est del el Castellar i al nord-oest del Mas Coní.